# ویناوانکا
وینونکا (به انگلیسی: Veenavanka) یک روستا در هند است که در تلنگانا واقع شده‌است.